# Mari Gilbert
Mari Gilbert (Jersey City, 22 de junho de 1964 – Ellenville, 23 de julho de 2016) foi uma ativista norte-americana, defensora de vítimas e famílias de vítimas de assassinato e/ou desaparecidos.
Em 2010, sua filha Shannan desapareceu e a polícia inicialmente não considerou o caso como sendo um crime. A insistência de Mari levou a polícia a encontrar outros dez corpos de vítimas na região de Long Island.

## Biografia
Mari nasceu em Jersey City, em 1964, mas cresceu em Lancaster, na Pensilvânia. Já adulta e com três filhas, Shannan, Sherre, e Sarra, Mari se mudou para o estado de Nova York para fugir do marido e pai de duas de suas filhas, viciado em heroína. Mari trabalhou em vários empregos, incluindo corretora de imóveis, assistente de professor, caixa do Walmart, mas continuava com várias dificuldades. Seu próximo companheiro, Stevie, pai da mais nova, foi preso por violência doméstica e suas filhas ficaram quase dois anos em um lar temporário.
As meninas eventualmente voltaram para a companhia da mãe, mas Shannan voltaria ao lar temporário nos anos seguintes. Diagnosticada com transtorno bipolar aos 12 anos, Mari tinha dificuldades em controlar o comportamento errático da filha, além de Shannan não se dar bem com o namorado abusivo da mãe, o que piorou o relacionamento das duas.

## O desaparecimento
Por volta de 2010, Shannan tinha 24 anos e era uma aspirante a atriz, que morava em Jersey City e trabalhava como garota de programa. No dia 1 de maio, ela desapareceu próximo à Gilgo Beach, Long Island, após fazer uma ligação desesperada ao serviço 911, ao sair da casa de um cliente. Shannan ficou ao telefone com um atendente por mais de 20 minutos e foi vista correndo pela rua, batendo nas portas das casas pedindo ajuda, e ainda assim a polícia levou mais de uma hora para chegar ao local.
As autoridades levaram mais de um mês para ligar o boletim de ocorrência preenchido pela mãe de Shannan com a ligação feita por ela à polícia. Mari acreditava que o desaparecimento da filha não vinha recebendo a prioridade que deveria ter e que sua filha vinha sendo ignorada pelas autoridades apenas por ser uma garota de programa.
Mari foi à imprensa para pressionar a polícia e garantir que sua filha não fosse esquecida. Cerca de sete meses dois, um cão farejador encontrou restos mortais na região de Gilgo Beach, que levou à descoberta de mais três corpos, todos eles pertencendo a prostitutas que usavam o serviço do Craigslist para encontrar clientes. Seis outros corpos foram encontrados na região com o avanço das investigações. Shannan não estava entre elas, mas a busca por ela levou à conclusão de que um serial killer vinha atuando na região.
O corpo de Shannan foi encontrado em um pântano próximo a Gilgo Beach em 2011. A polícia acredita que Shannan morreu devido a um afogamento acidental e que seu desaparecimento não tem relação com os crimes do assassino em série de Long Island, mas Mari contestou a investigação e lutou para que o caso fosse reaberto e investigado como homicídio. Uma necropsia independente contratada por Mari encontrou evidências de que Shannan foi estrangulada.
Nenhum dos assassinatos de Long Island foi esclarecido.

## Morte
Mari foi morta esfaqueada pela filha Sarra, no apartamento onde esta morava, em Ellenville, Nova York, em 23 de julho de 2016. Sarra é esquizofrênica e tinha parado de tomar sua medicação quando entrou em surto. Mari foi esfaqueada 227 vezes pela filha e espancada com um extintor de incêndio, depois de ser despida por Sarra.
Sarra, que tinha entrado e saído de instituições psiquiátricas e ameaçado matar o próprio filho de 8 anos, foi acusada de homicídio doloso simples e posse de arma. Sua defesa alegou que ela não deveria ser julgada, pois Sarra não teria condições de discernir sobre seus atos, devido à esquizofrenia. Ela foi considerada culpada pelo tribunal do juri e sentenciada a 25 anos de prisão em agosto de 2017.

## Cinema
Em 2020, a Netflix lançou Lost Girls, dirigido por Liz Garbus, onde Mari Gilbert é interpretada pela atriz Amy Ryan, inspirado no livro de mesmo nome de Robert Kolker.